# 537 v. Chr.
Portal Geschichte | Portal Biografien | Aktuelle Ereignisse | Jahreskalender | Tagesartikel

◄ |
7. Jahrhundert v. Chr. |
6. Jahrhundert v. Chr. |
5. Jahrhundert v. Chr. |
►

◄ | 550er v. Chr. | 540er v. Chr. | 530er v. Chr. | 520er v. Chr. |
510er v. Chr. |
►

◄◄ | ◄ | 540 v. Chr. | 539 v. Chr. | 538 v. Chr. | 537 v. Chr. |
536 v. Chr. |
535 v. Chr. |
534 v. Chr. |
► |
►►

## Gestorben
- März: Kassandane, persische Königin, Gattin Kyros’ II.